# Argyreia celebica
Argyreia celebica är en vindeväxtart som beskrevs av V. Ooststr. Argyreia celebica ingår i släktet Argyreia och familjen vindeväxter. Inga underarter finns listade i Catalogue of Life.